# Liste der Baudenkmale in Himmelpforten
In der Liste der Baudenkmale in Himmelpforten sind die Baudenkmale des niedersächsischen Ortes Himmelpforten aufgelistet. Der Stand der Liste ist der 8. Dezember 2021.
Die Quelle der  IDs und der Beschreibungen ist der Denkmalatlas Niedersachsen.

## Allgemein
In den Spalten befinden sich folgende Informationen:
- Lage: die Adresse des Baudenkmales und die geographischen Koordinaten. Kartenansicht, um Koordinaten zu setzen. In der Kartenansicht sind Baudenkmale ohne Koordinaten mit einem roten Marker dargestellt und können in der Karte gesetzt werden. Baudenkmale ohne Bild sind mit einem blauen Marker gekennzeichnet, Baudenkmale mit Bild mit einem grünen Marker.
- Bezeichnung: Bezeichnung des Baudenkmales
- Beschreibung: die Beschreibung des Baudenkmales. Unter § 3 Abs. 2 NDSchG werden Einzeldenkmale und unter § 3 Abs. 3 NDSchG Gruppen baulicher Anlagen und deren Bestandteile ausgewiesen.
- ID: die Objekt-ID des Baudenkmales
- Bild: ein Bild des Baudenkmales, ggf. zusätzlich mit einem Link zu weiteren Fotos des Baudenkmals im Medienarchiv Wikimedia Commons. Wenn man auf das Kamerasymbol klickt, können Fotos zu Baudenkmalen aus dieser Liste hochgeladen werden:

## Himmelpforten

### Gruppe Dorfstraße 30
Die Gruppe hat die ID: 30900275. Hofanlage bestehend aus Wohnhaus, Kornscheune und Stallanlage.

| Lage                                      | Bezeichnung | Beschreibung                                                                                      | ID       | Bild |
| ----------------------------------------- | ----------- | ------------------------------------------------------------------------------------------------- | -------- | ---- |
| Dorfstraße 30 53° 38′ 24″ N, 9° 18′ 20″ O | Wohnhaus    | Massives Backsteingebäude. Erbaut als Wohnhaus der Hofanlage Ende des 19. Jahrhunderts.           | 30916310 | BW   |
| Dorfstraße 30 53° 38′ 24″ N, 9° 18′ 21″ O | Stall       | Massives langgestrecktes Backsteingebäude. Erbaut als Schweinestall Ende des 19. Jahrhunderts.    | 30916335 | BW   |
| Dorfstraße 30 53° 38′ 25″ N, 9° 18′ 20″ O | Scheune     | Fachwerkbau teils verbrettert, teils Backsteinausfachungen; unter Satteldach. Errichtet 1685 (i). | 30916356 | BW   |

### Gruppe Mühlenanlage
Die Gruppe hat die ID: 30899291. Die Mühlenanlage Himmelpforten besteht aus einer alten Wassermühle mit Stau, Teich und Mühlengraben sowie einer 1871 errichteten Windmühle. Dazu gehört das ehemalige Wohnhaus des Müllers.

| Lage                                      | Bezeichnung             | Beschreibung | ID                              | Bild |
| ----------------------------------------- | ----------------------- | --- | ------------------------------- | ---- |
| Mühlenstraße 3 53° 36′ 54″ N, 9° 18′ 8″ O | Wohnhaus                | Das ehemalige Müllerhaus ist ein traufständiger Fachwerkbau mit Backsteinausfachungen, unter ziegelgedecktem Halbwalmdach. Errichtet in der ersten Hälfte des 19. Jahrhunderts, teilweise zerstört im Zweiten Weltkrieg und wiederaufgebaut.    | 30916203                        | BW   |
| Mühlenstraße 3 53° 36′ 55″ N, 9° 18′ 8″ O | Mühle                   | Wehbers Mühle ist eine Galerieholländer-Windmühle auf quadratischem Backsteinunterbau und achteckigem Galeriegeschoss. Darüber Holzkonstruktion mit drehbarem Kopf. Erbaut 1871 (i).                                                            | 30916184                        |      |
| Mühlenstraße 3 53° 36′ 55″ N, 9° 18′ 8″ O | Mühlengebäude           | Fachwerkbau mit Backsteinausfachung. Mit Kniestock und flachem Satteldach. 1739 als Ersatz für eine ältere Wassermühle errichtet. | 30916221                        | BW   |
| Mühlenstraße 3 53° 36′ 55″ N, 9° 18′ 8″ O | Mühlenteich und -graben | Der Mühlenteich entsteht durch die Aufstauung der Horsterbeck im Südosten des Mühlengeländes. Der Mühlengraben speist sich aus dem Wasser der Horstebeck; er fließt nördlich der Wasser- und östlich der Windmühle im Osten des Mühlengeländes. | 30916470/1/-/ 30916410 30916470 | BW   |

### Gruppe Neuer Friedhof
Die Gruppe hat die ID: 30899302. Der Friedhof von Himmelpforten wurde 1795 nach Aufgabe des alten Kirchhofs bei der Marienkirche eröffnet. Neben alten Grabmalen steht hier ein Leichenhaus von 1839 sowie zwei Gefallenendenkmäler für die Gefallenen der drei großen Kriege 1870/71 und 1914–18 mit einer Erweiterung 1939–45.

| Lage                                    | Bezeichnung       | Beschreibung | ID       | Bild |
| --------------------------------------- | ----------------- | --- | -------- | ---- |
| Hauptstraße 53° 36′ 46″ N, 9° 18′ 42″ O | Leichenhaus       | Fachwerkhaus mit Backsteinausfachung, unter pfannengedecktem Satteldach. An der Südseite vier Holzsäulen, die einen Dachüberstand tragen. Errichtet 1839 (i).                                                                    | 30915967 | BW   |
| Hauptstraße 53° 36′ 46″ N, 9° 18′ 43″ O | Grabstätte        | Sandsteinerne Grabstätte der Familie (Dorette und Ernst) Arfken. Errichtet vermutlich 1898. | 30916031 | BW   |
| Hauptstraße 53° 36′ 46″ N, 9° 18′ 44″ O | Gefallenendenkmal | Sandstein-Stele für die sechs Gefallenen des ehemaligen Amtes Himmelpforten im Deutsch-Französischen Krieg 1870/71 mit namentlicher Auflistung. Errichtet 1871 (i).                                                              | 30915991 |      |
| Hauptstraße 53° 36′ 45″ N, 9° 18′ 46″ O | Gefallenendenkmal | Granitmonument für die Gefallenen der Gemeinde Himmelpforten im Ersten Weltkrieg mit namentlicher Erwähnung. Errichtet um 1920. Nach 1945 erweitert durch zehn Granittafeln mit den Namen der Gefallenen des Zweiten Weltkriegs. | 30916011 |      |

### Einzeldenkmale
| Lage                                          | Bezeichnung               | Beschreibung | ID       | Bild |
| --------------------------------------------- | ------------------------- | --- | -------- | ---- |
| Bahnhofstraße 48 53° 37′ 11″ N, 9° 18′ 26″ O  | Wohn-/ Wirtschaftsgebäude | Traufständiger Vierständerbau aus Fachwerk mit Backsteinausfachung, unter reetgedecktem Halbwalmdach. Errichtet in der ersten Hälfte des 19. Jahrhunderts. | 30915844 | BW   |
| Breitenwisch 15 53° 39′ 6″ N, 9° 17′ 50″ O    | Wohn-/ Wirtschaftsgebäude | Giebelständige Fachwerkkate mit Backsteinausfachung, unter Satteldach in Reetdeckung, am Wirtschaftsgiebel mit Walm. Errichtet um 1880. | 30915806 | BW   |
| Bei der Kirche 2 53° 36′ 52″ N, 9° 18′ 17″ O  | Kirche                    | Reste der zu Beginn des 14. Jahrhunderts errichteten Ostteile der ehemaligen Zisterzienserinnen-Klosterkirche St. Mariae, die 1738 zum heutigen Bau umgestaltet wurden, dabei wurden eine neue West- und eine neue Südwand geschaffen. Im Inneren anstelle der ursprünglichen Gewölbe nun eine flache Decke mit Voute, im unteren Teil der Chorwände tiefe spitzbogige Blendnischen. Kanzelaltar mit Pilastern und bekrönenden Vasen sowie die seitlichen Priechen von 1738, Empore von 1794. | 30915897 |      |
| Hauptstraße 53° 36′ 52″ N, 9° 18′ 17″ O       | Kirchhof                  | Der alte Kirchhof St. Marien ist mit alten Grabsteinen besetzt. | 30916455 | BW   |
| Hauptstraße 4 53° 36′ 46″ N, 9° 18′ 39″ O     | Wohnhaus                  | Traufständiges Fachwerkhaus mit Backsteinausfachung, unter steilem Satteldach in Reetdeckung. Das Dachgeschoss kragt an den Traufseiten weit vor und ruht auf profilierten Knaggen, die Giebelseiten schließen bündig. Errichtet in der ersten Hälfte des 19. Jahrhunderts. | 30915915 | BW   |
| Hauptstraße 30 53° 36′ 51″ N, 9° 18′ 21″ O    | Wohn-/Geschäftshaus       | Traufständiges zweigeschossiges Backsteingebäude unter pfannengedecktem Krüppelwalmdach. Erbaut 1847 (i). | 30915931 | BW   |
| Hauptstraße 32 53° 36′ 53″ N, 9° 18′ 14″ O    | Amtshaus                  | Das Steinmetzhaus ist ein zweigeschossiger Backsteinbau über L-förmigem Grundriss. Unter pfannengedeckten Walmdächern. Eingeschossiger Eingangsvorbau an der Ostfassade unter eigenem Satteldach. Der Ostflügel wurde 1729 als Amtshaus auf den Kellern und Fundamenten des alten Nonnenklosters erbaut. Der Nordflügel wurde 1892 bei der Umnutzung als Erziehungsheim der Inneren Mission ergänzt. Auch der Eingangsvorbau ist eine spätere Erweiterung.                                    | 30915950 |      |
| In den Reddern 11 53° 36′ 55″ N, 9° 18′ 59″ O | Krankenhaus               | Traufständiger eingeschossiger Putzbau mit Mansarddach, symmetrischer Fassadenaufbau. Erbaut zu Beginn des 20. Jahrhunderts als Krankenhaus mit Vorgarten in Formen des damaligen Landhausstils. Realisiert durch Privatinitiative zur Verbesserung der Krankenversorgung von Himmelpforten. | 30916124 | BW   |
| In den Reddern 11 53° 36′ 55″ N, 9° 18′ 59″ O | Garten                    | Garten mit kleiner Allee zum südlichen Eingang des ehemaligen Krankenhauses. | 30916394 | BW   |
| Löhe 58 53° 37′ 50″ N, 9° 18′ 18″ O           | Wohn-/ Wirtschaftsgebäude | Zur Straße traufständiger Zweiständerbau in Fachwerk mit Backsteinausfachung, unter reetgedecktem Satteldach. Engmaschiges Fachwerk in beiden Giebeln. Errichtet 1882 (i). | 30916274 | BW   |
| Kuhla 8 53° 35′ 49″ N, 9° 17′ 33″ O           | Gutshaus                  | Traufständig zum zentralen Hofplatz ausgerichteter eingeschossiger Backsteinbau unter pfannengedecktem Krüppelwalmdach. Symmetrische siebenachsige Fassaden, die nördliche Hauptfassade akzentuiert durch einen mittleren dreiachsigen zweigeschossigen Risalit, der ebenso wie die Ecklisenen schwach vorgezogen ist. Das Wappen derer von Kuhla aus Sandstein findet sich im Giebeldreieck dieses Mittelrisalits.                                                                           | 30916146 | BW   |
| Marschweg 2 53° 37′ 5″ N, 9° 18′ 56″ O        | Wohn-/ Wirtschaftsgebäude | Traufständiger Zweiständerbau in Fachwerk mit Backsteinausfachung, unter reetgedecktem Walmdach. Flettdielenhaus mit Kammerfach. Errichtet 1826 (i). | 30916165 | BW   |
| Poststraße 2 53° 36′ 51″ N, 9° 18′ 24″ O      | Villa von Issendorff      | Von der Straße zurückliegender traufständiger eingeschossiger Backsteinbau mit siebenfenstriger Front und symmetrischer Fassade. Unter ziegelgedecktem Krüppelwalmdach. Erbaut um 1850 als Landhausvilla, Ende des 19. Jahrhunderts umgebaut und mit einem spitzgiebeligen Mittelrisalit versehen, hiervor ein Wintergartenanbau, dessen steinerne Brüstung 1945 durch einen Granateinschlag zerstört wurde.                                                                                  | 30916240 | BW   |